# Новіни-Барґловські
Новіни-Барґловські (пол. Nowiny Bargłowskie) — село в Польщі, у гміні Барглув-Косьцельний Августівського повіту Підляського воєводства.
Населення — 140 осіб (2011).
У 1975-1998 роках село належало до Сувальського воєводства.

## Демографія
Демографічна структура станом на 31 березня 2011 року:
|          | Загалом | Допрацездатний вік | Працездатний вік | Постпрацездатний вік |
| -------- | ------- | ------------------ | ---------------- | -------------------- |
| Чоловіки | 75      | 17                 | 48               | 10                   |
| Жінки    | 65      | 10                 | 38               | 17                   |
| Разом    | 140     | 27                 | 86               | 27                   |